# 鳴尾・武庫川女子大前駅
鳴尾・武庫川女子大前駅（なるお むこがわじょしだいまええき）は、兵庫県西宮市里中町三丁目にある、阪神電気鉄道本線の駅。駅番号はHS 13。

## 概要
普通以外に、平日朝ラッシュ時のみ区間急行が停車する。区間急行や準急の設定、廃止、復活に合わせて微妙に停車パターンが変化しているが、阪神なんば線延伸開業による2009年3月ダイヤ改正以降は現在に至るまでほぼ変化はない。
2015年3月14日に下りホームが、続いて2017年3月18日に上りホームが高架化され、バリアフリー等設備が一新された（詳細は後述）。
阪神電鉄が武庫川女子大学と包括連携協定を締結したことや、当駅が武庫川女子大学の最寄り駅ということもあり、2019年10月1日に現駅名である鳴尾・武庫川女子大前駅に改称された（詳細は後述）。

## 歴史
阪神電気鉄道は、路線敷設の際に新淀川鉄橋などの大工事に資金をつぎ込んでしまったため、途中で用地買収がままならなくなってしまった。そこで鳴尾村では辰馬半右衛門（辰馬本家酒造の辰馬家とは別家）ら地元有力者が協力して土地を無償提供し、辰馬家所有地だった現在地に駅を誘致した。そのため鳴尾・武庫川女子大前駅付近は現在のように大きく南へカーブする線形となった。また当時のエピソードとして、鳴尾駅（当時の駅名）周辺で辰馬氏が手を挙げると電車は停留所に関係なく止まった、というものがある。
現在では産業としては廃れてしまったが鳴尾では明治の後半から戦前まで苺の栽培が盛んで、阪神電気鉄道も当時は乗客誘致のために鳴尾で苺狩りのイベントを実施するほどのものであった。
駅自体は後に改札口が地下化されるなど若干の変化はあったが開業時から長らく地上駅であった。かつては駅の北側には変電所があり、輸送力増強のために昭和初期に建てられたレトロな趣のあるコンクリート造の建物は鳴尾のランドマークでもあった。なお、元変電所であった建物は駅高架化工事の際の仮線用地・工事拠点として捻出するため2009年に解体されている。
2003年の都市計画決定（市議会での高架化請願の採択は1981年）により甲子園駅 - 武庫川駅間の高架化事業が開始され、2009年5月より阪神電鉄本線西宮市内連続立体交差事業による高架化工事が本格着工した。2011年7月より上り線が従来の地上線北側へ移設され、仮設ホーム・地上改札口での営業を開始。続いて2012年10月より下り線も同様に移設され、跡地にて高架橋本体の工事が行われた。その後2015年3月に下り線が高架化、上り線も2017年3月に高架化された。のち、当駅付近の連続立体交差事業が第35回全国街路事業コンクールにおいて、グランプリに当たる国土交通大臣賞を受賞した（兵庫県の事業としては11年ぶり）。 

### 年表
- 1905年（明治38年）4月12日：鳴尾駅（なるおえき）として阪神本線開通と同時に開業[2]。
- 2011年（平成23年）7月9日：高架化工事のため上り線が仮線へ切り替えられ、上りホームが北側に設置された仮設ホームに移動、上下線の改札口が分離[13]。
- 2012年（平成24年）12月13日：高架化工事のため下り線が仮線へ切り替えられ、下りホームも北側の仮設ホームに移動[14]。
- 2014年（平成26年）4月1日：駅番号導入[15][16]。
- 2015年（平成27年）3月14日：下りホームが高架化[10]。
- 2017年（平成29年）3月18日：上りホームが高架化[11][17]。
- 2018年（平成30年）
  - 2月14日：学生専用臨時改札口を閉鎖[18]。
  - 12月10日：武庫川女子大学と包括連携協定を締結[19]。
- 2019年（令和元年）10月1日：駅名を「鳴尾・武庫川女子大前」に変更[17][19][20]。

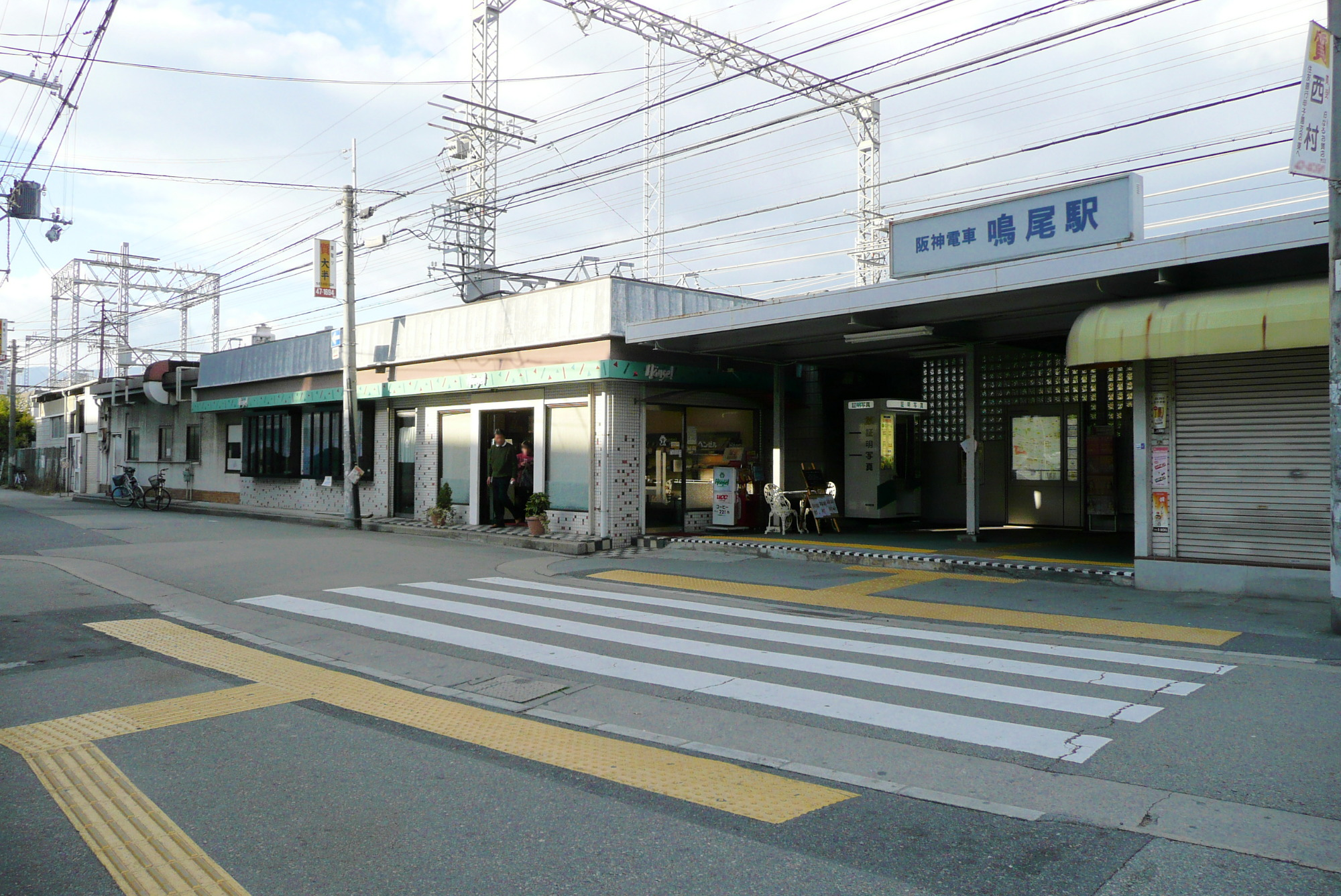
南口（連続立体交差事業着手前）
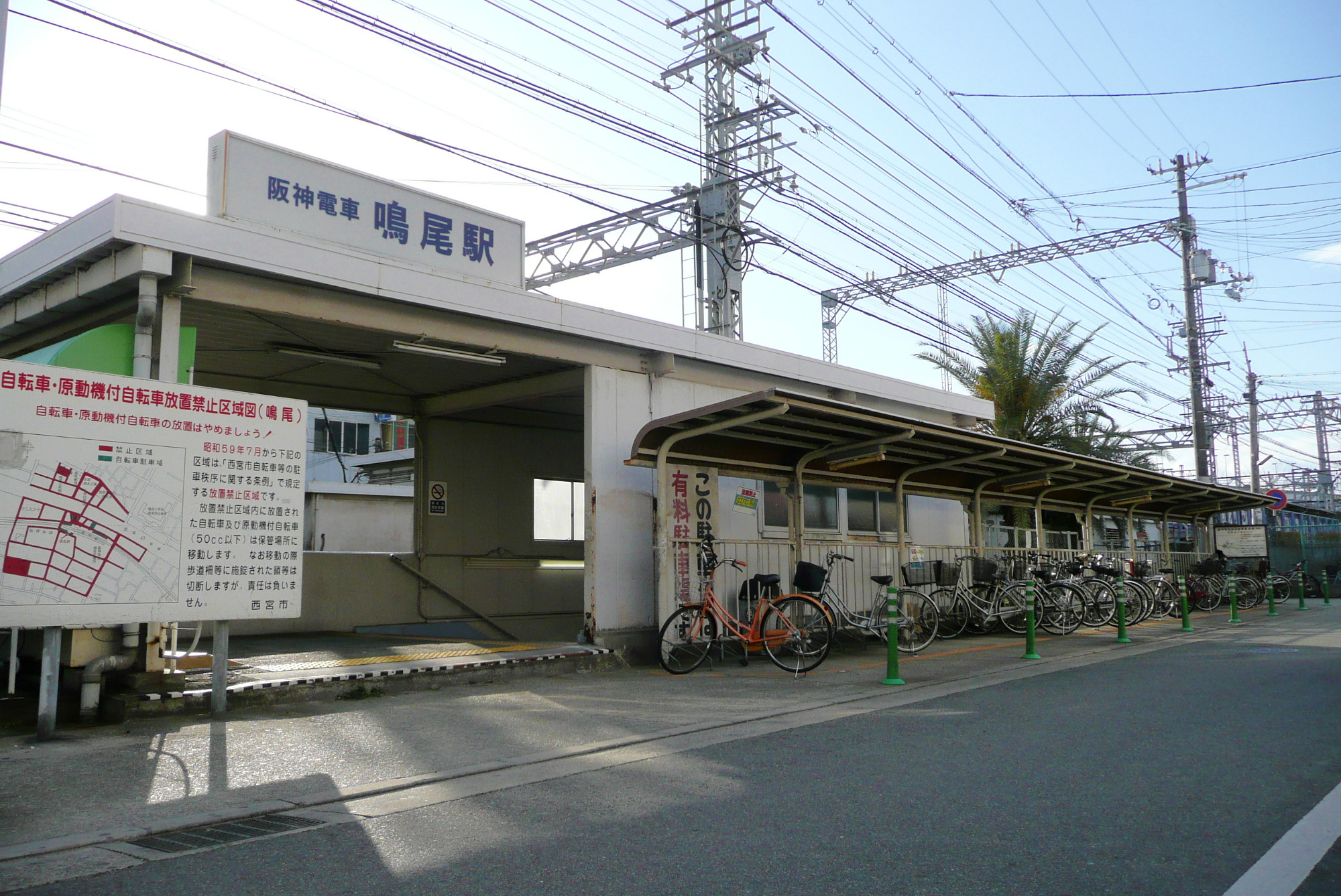
北口（連続立体交差事業着手前）
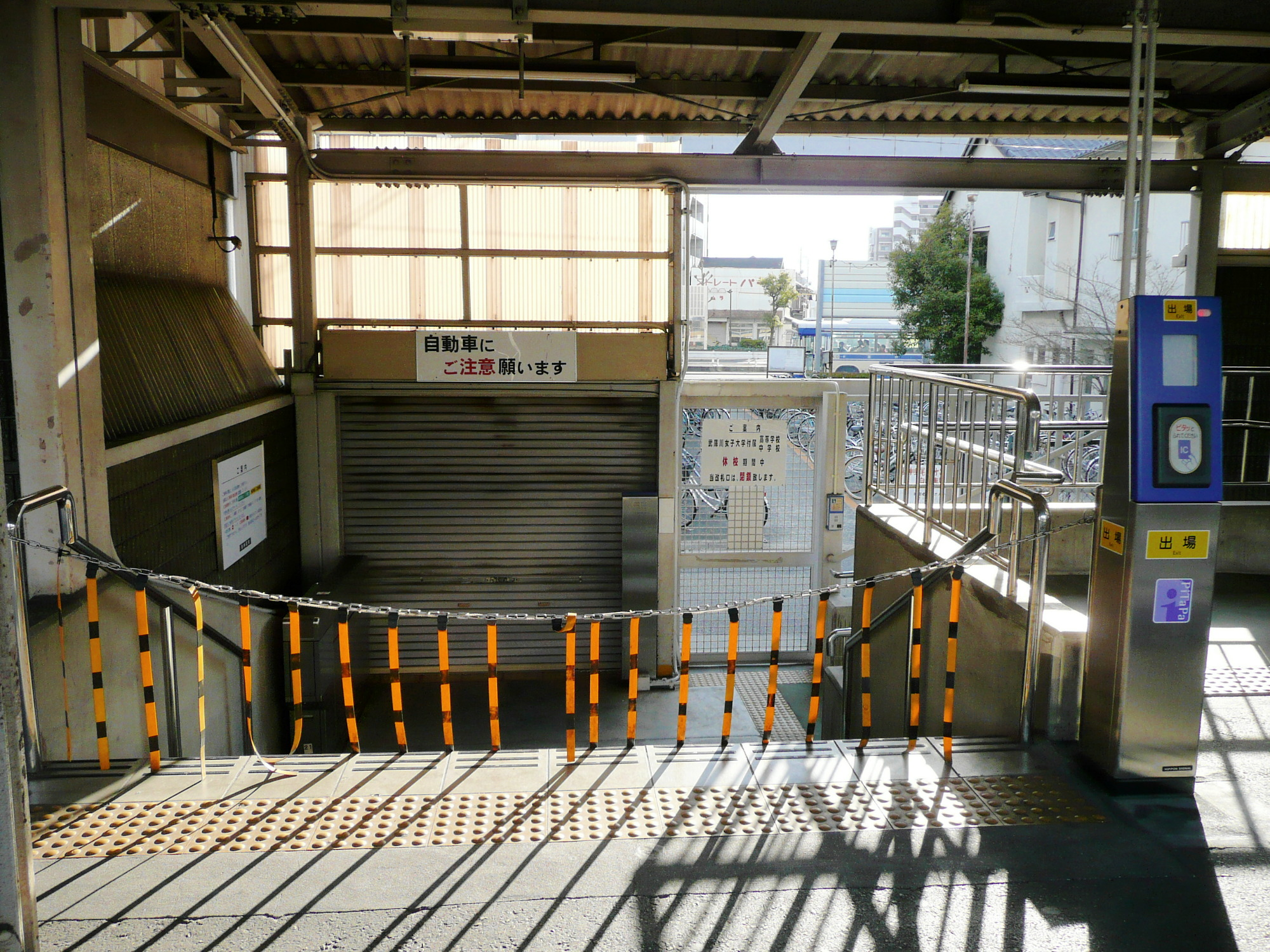
旧下りホーム臨時改札口
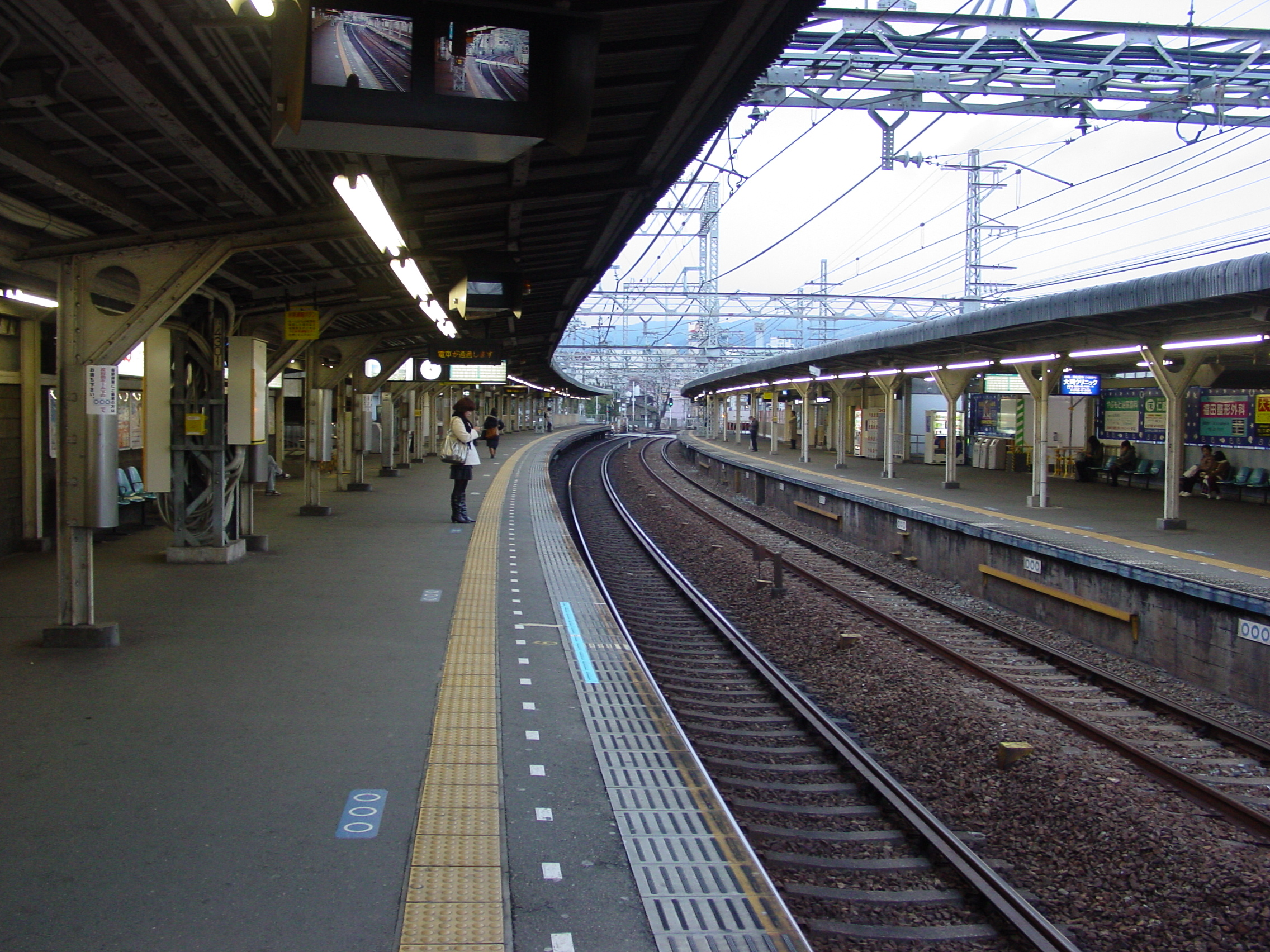
旧ホーム（仮線切り替え前。手前が下り線ホーム）
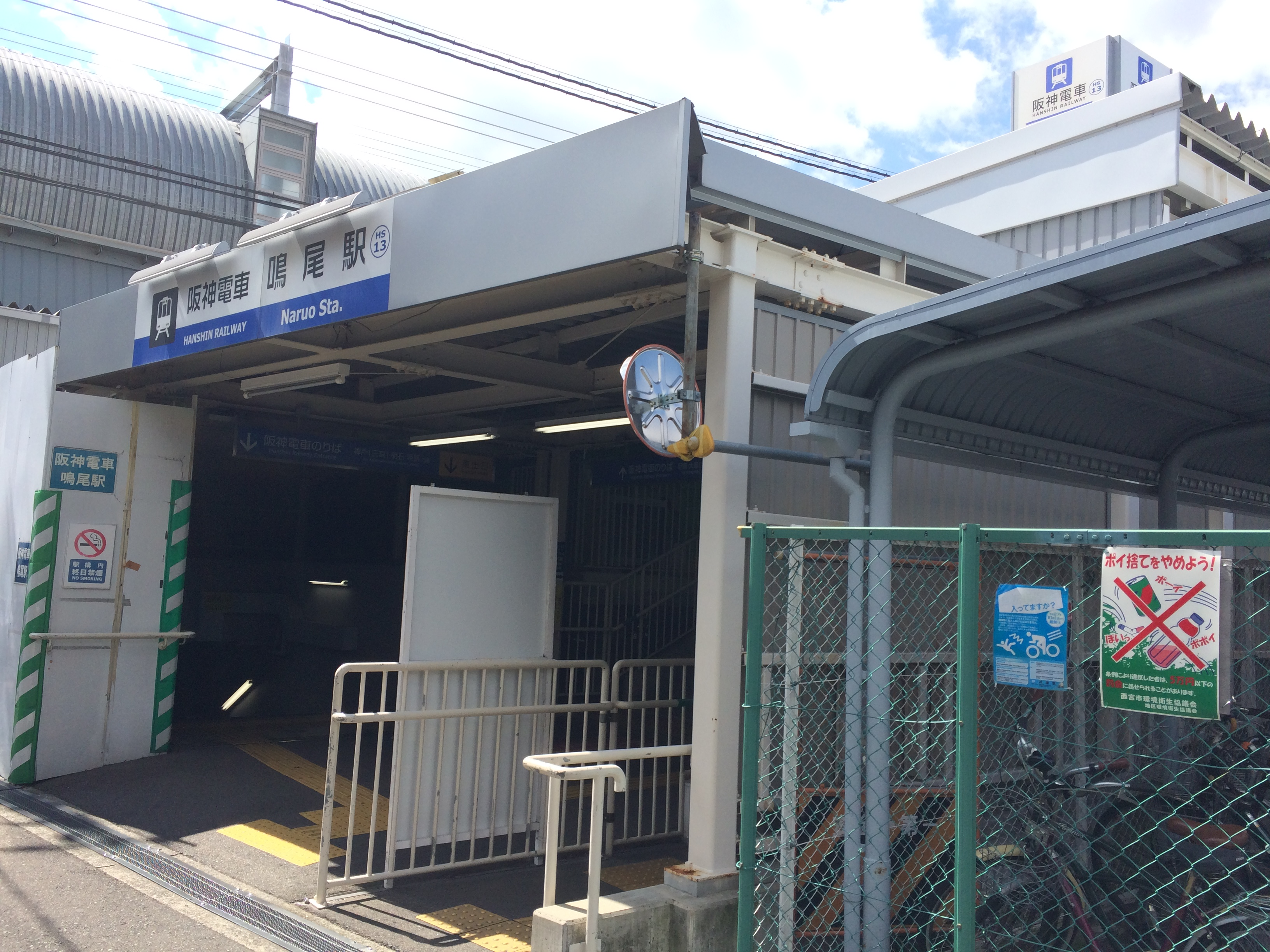
上り線仮駅舎
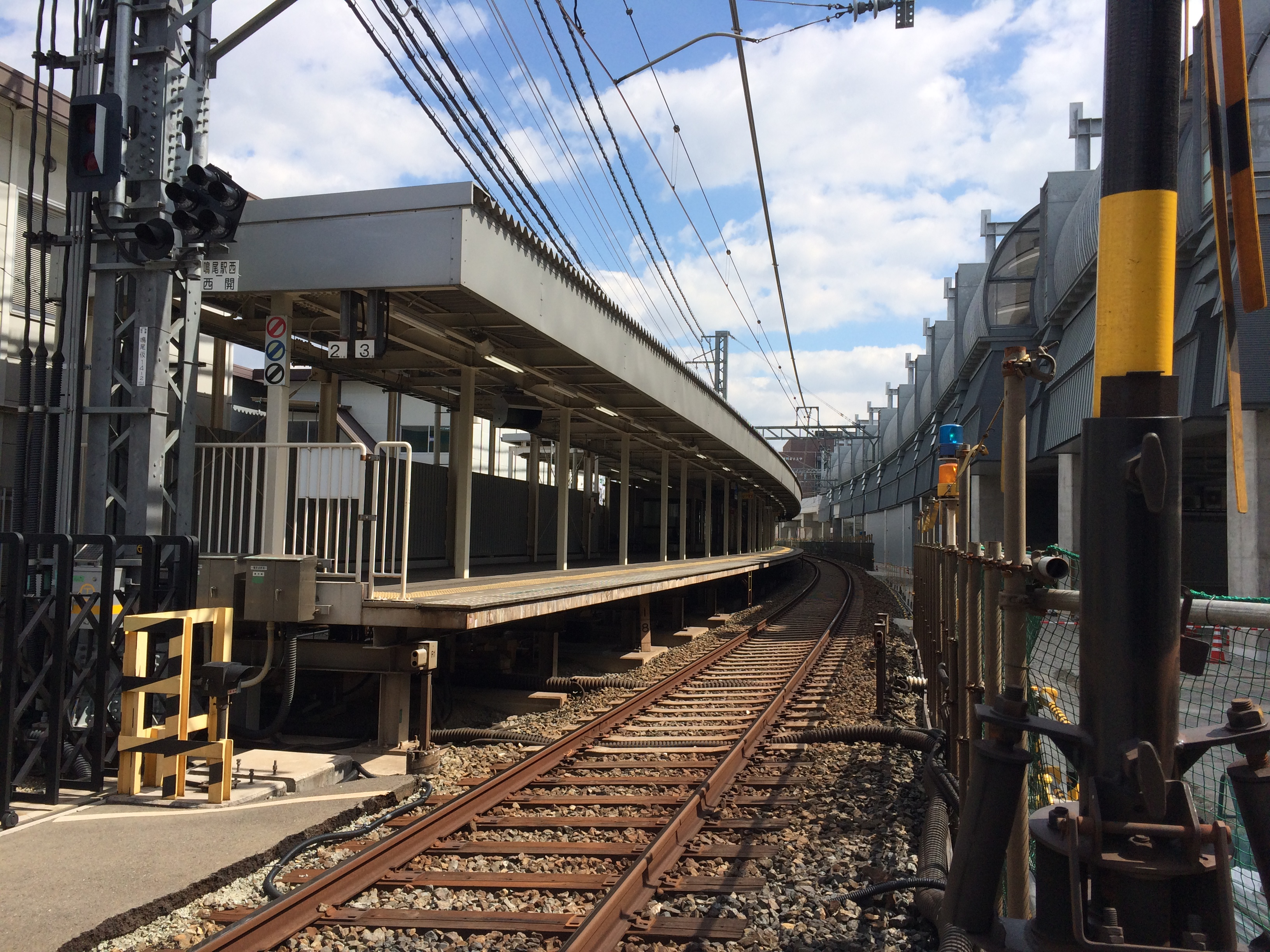
上り線仮駅舎プラットホーム
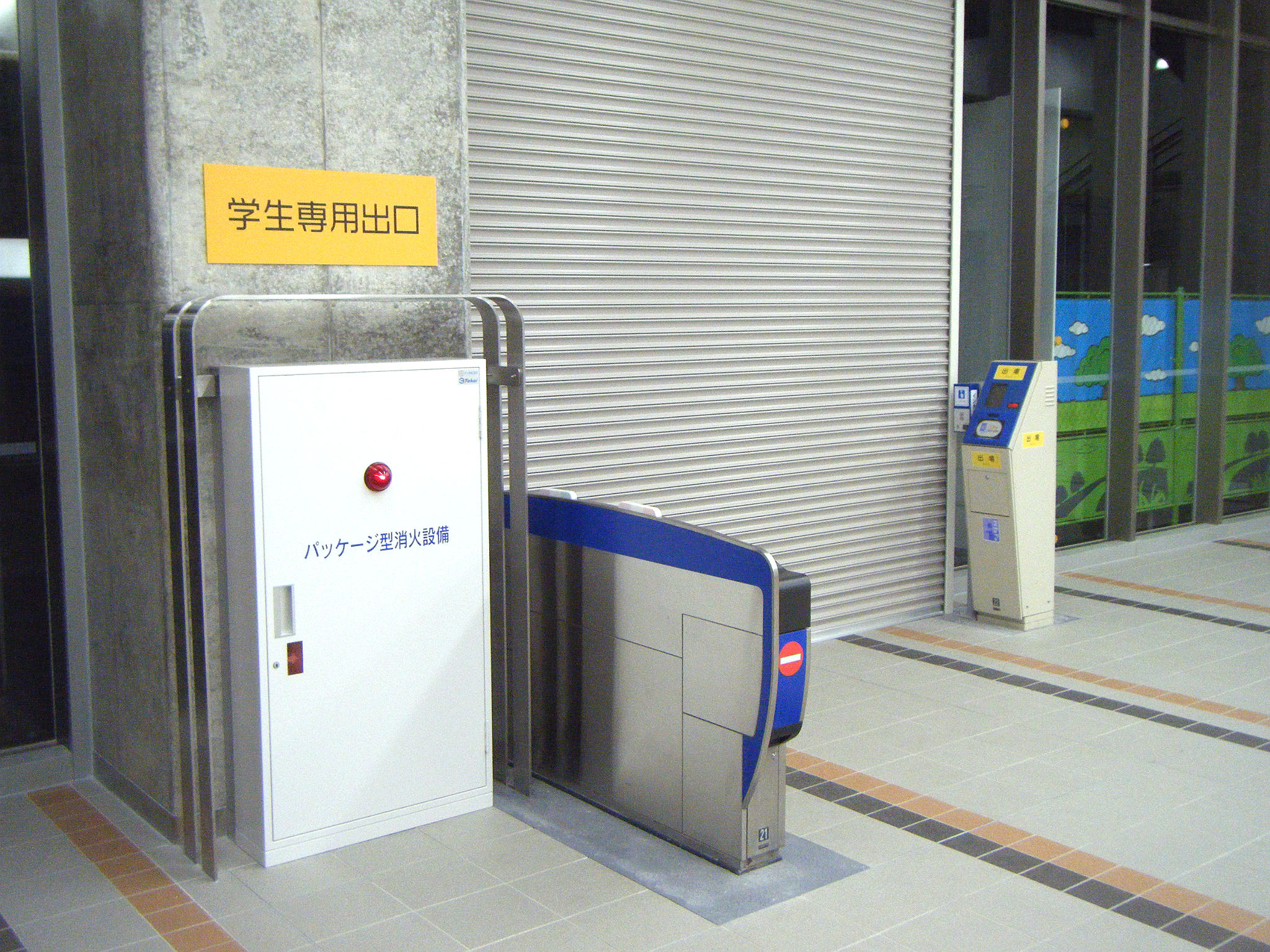
学生専用臨時改札口

## 駅構造
相対式ホーム2面2線を有する高架駅。急カーブ上にホームを設けているため、乗降時には列車とホームの間が広く開く箇所がある。
改札口は、ホーム大阪寄りの1階コンコースにある。2018年2月までは通学時間帯のみ使用される武庫川女子大学学生専用の臨時改札口もあり、磁気乗車券入場用・ICカード（PiTaPa・ICOCA等）出入場用の自動改札機が設けられていた。コンコースには改札口の他にトイレ、各ホームへのエレベーター・エスカレーター（コンコース⇒ホーム方向のみ）が設置されている。
旧来は大阪寄りの地下に改札口があり、駅の南北に繋がる地下道から出入りする形であった。その後、上り線は仮設ホームへ切り替えられたため地下改札口は下り線ホーム専用となり、後に下り線も仮設ホームに切り替えられたため地下改札口は廃止されたが、駅の南北を繋ぐ地下道は全面高架化後も上り仮線が撤去されるまでは残されていた。
なお、高架駅の設計は一級建築士事務所「武庫川女子大学建築・都市デザインスタジオ」によるもので、同大学の建築学専攻の大学院生達が設計プロジェクトに参画している。

### のりば
| 番線 | 路線  | 方向 | 行先         |
| ---- | ----- | ---- | ------------ |
| 1    | ■本線 | 上り | 大阪梅田方面 |
| 2    | ■本線 | 下り | 神戸三宮方面 |

※実際には構内にのりば番号表記はないが、公式サイトの構内図では上りホームが1番のりば、下りホームが2番のりばとされている。
| ← 大阪梅田方面 | 鳴尾駅配線略図 | → 神戸三宮・元町方面 |
| 凡例 出典:     |                |                      |

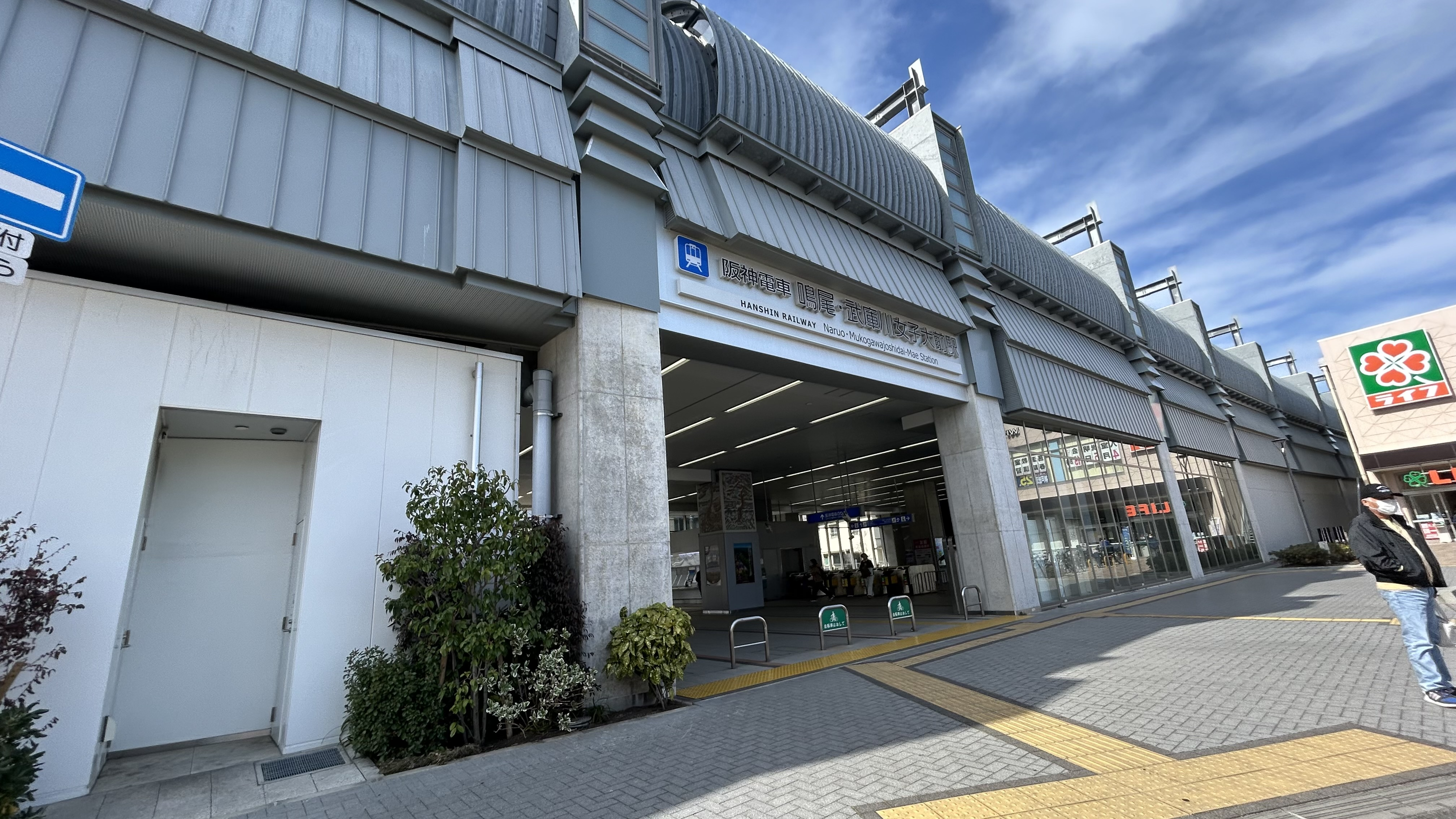
駅舎北側
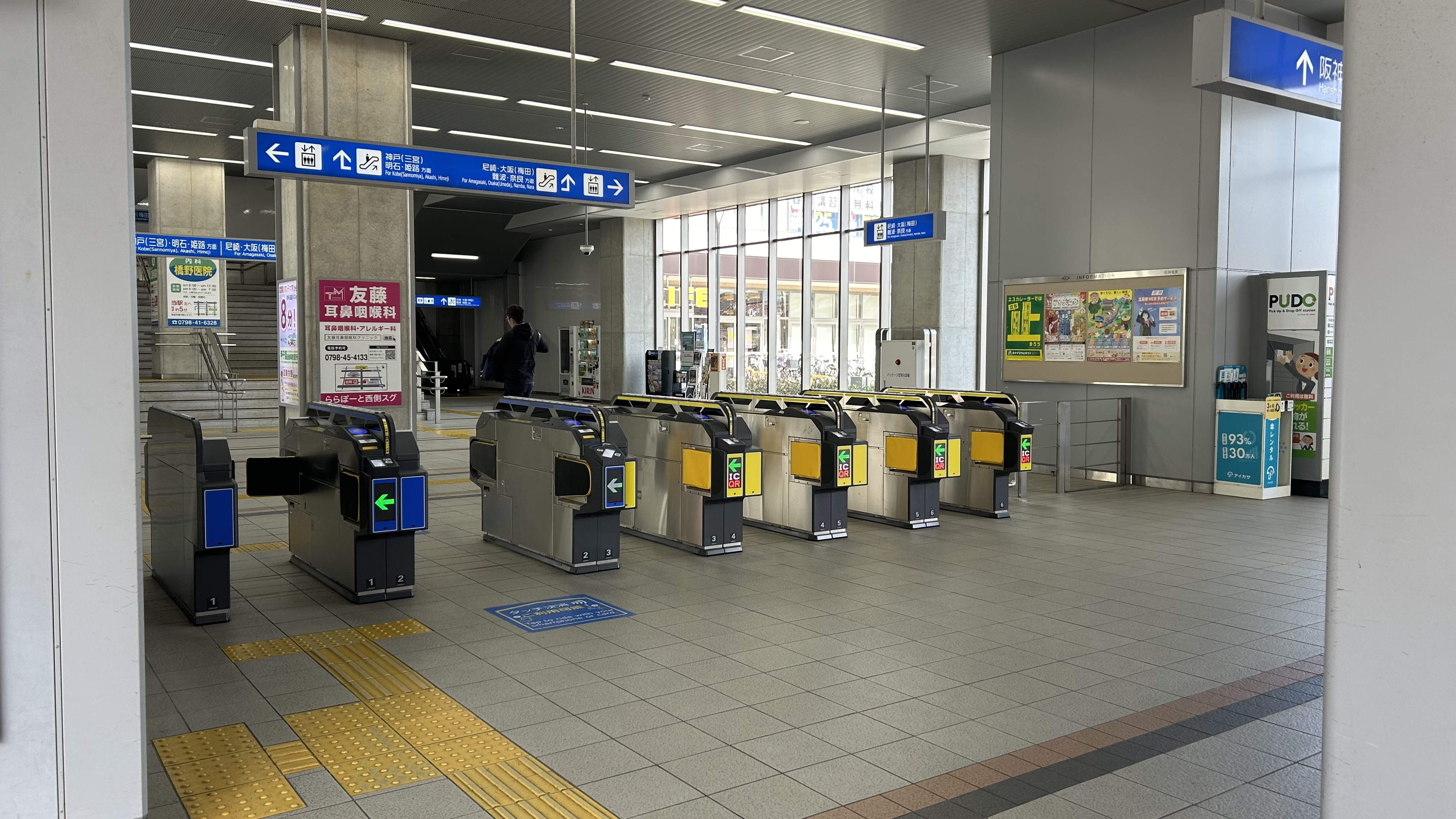
改札口
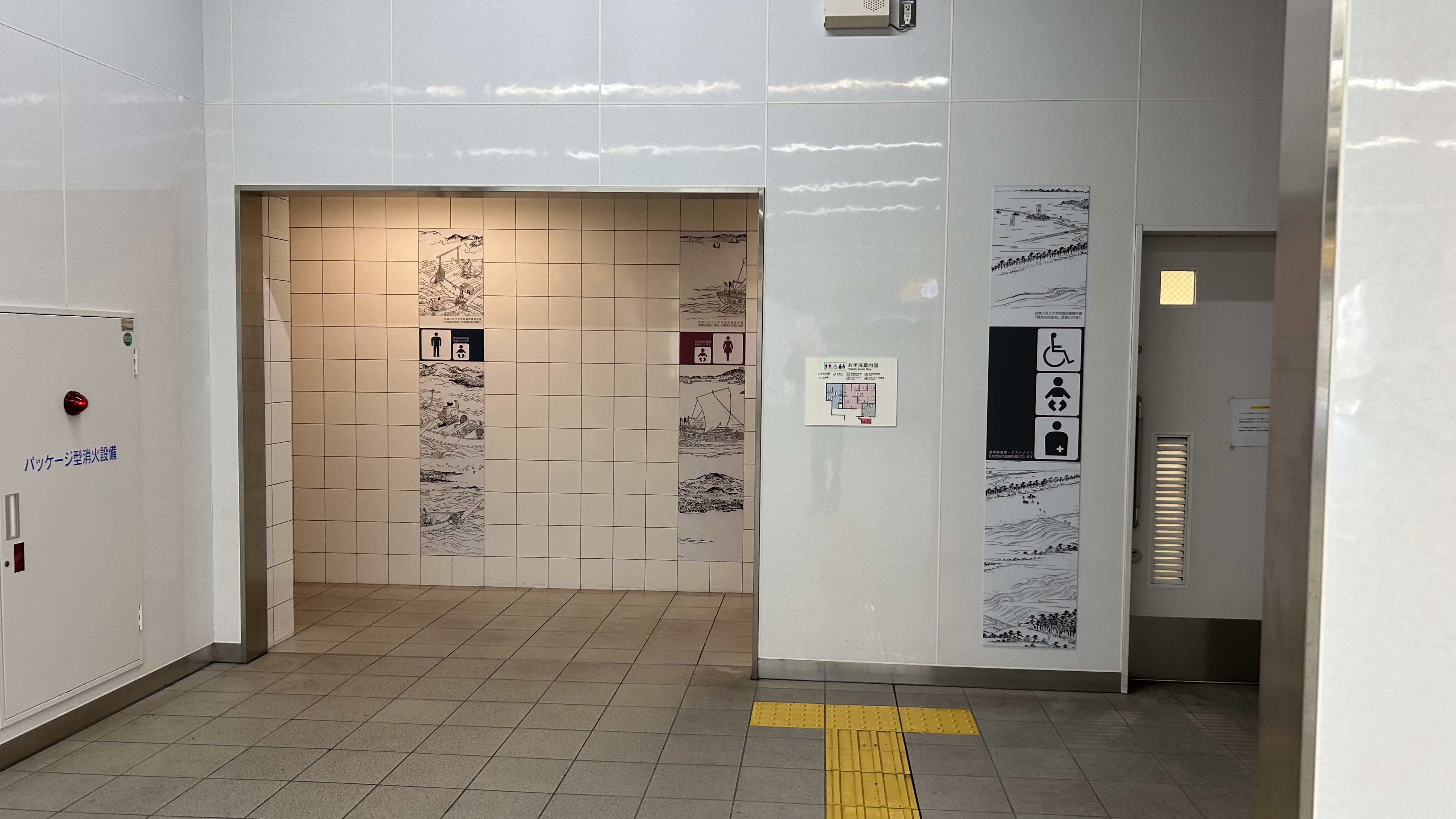
トイレ
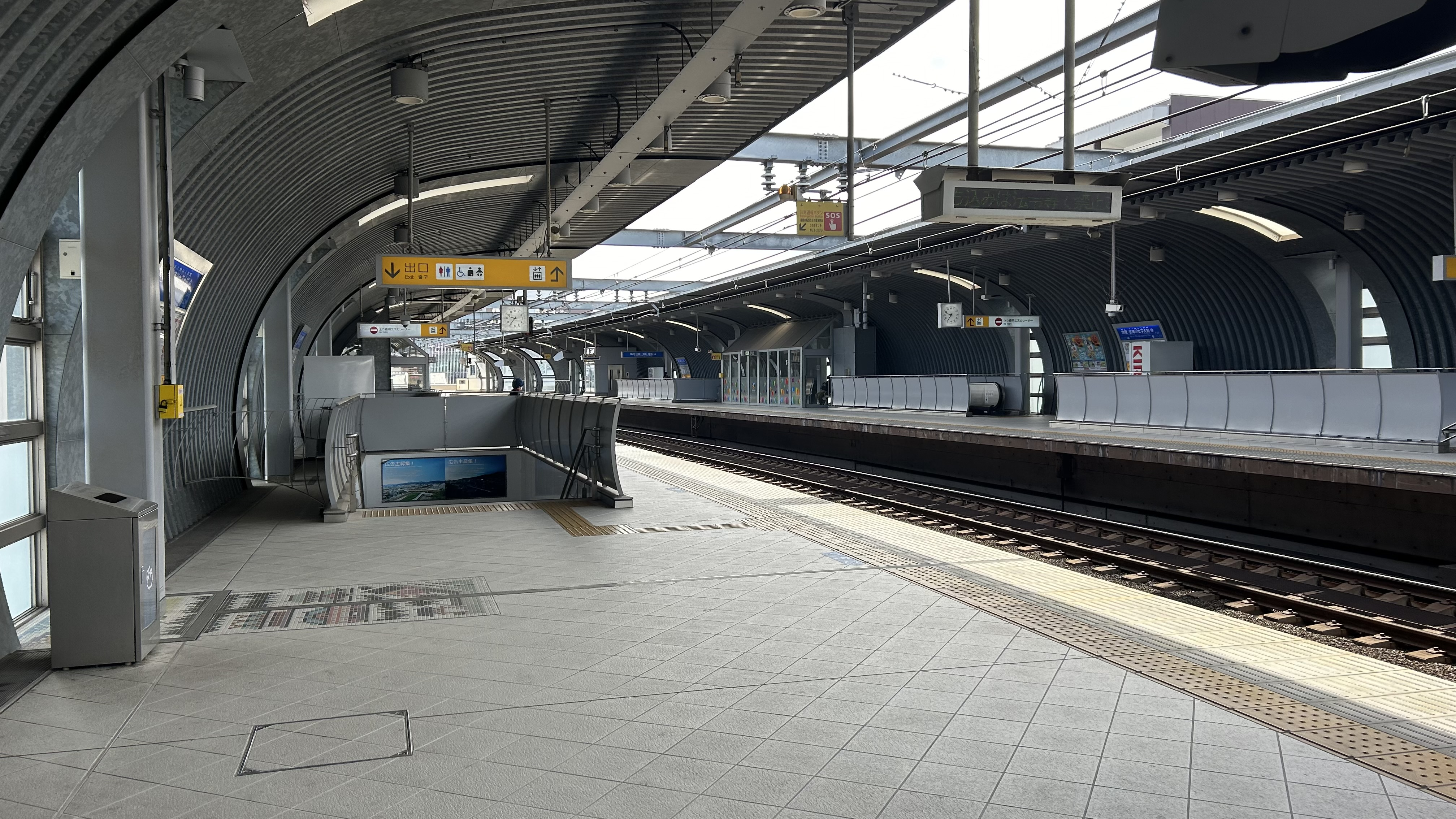
大阪方面ホーム
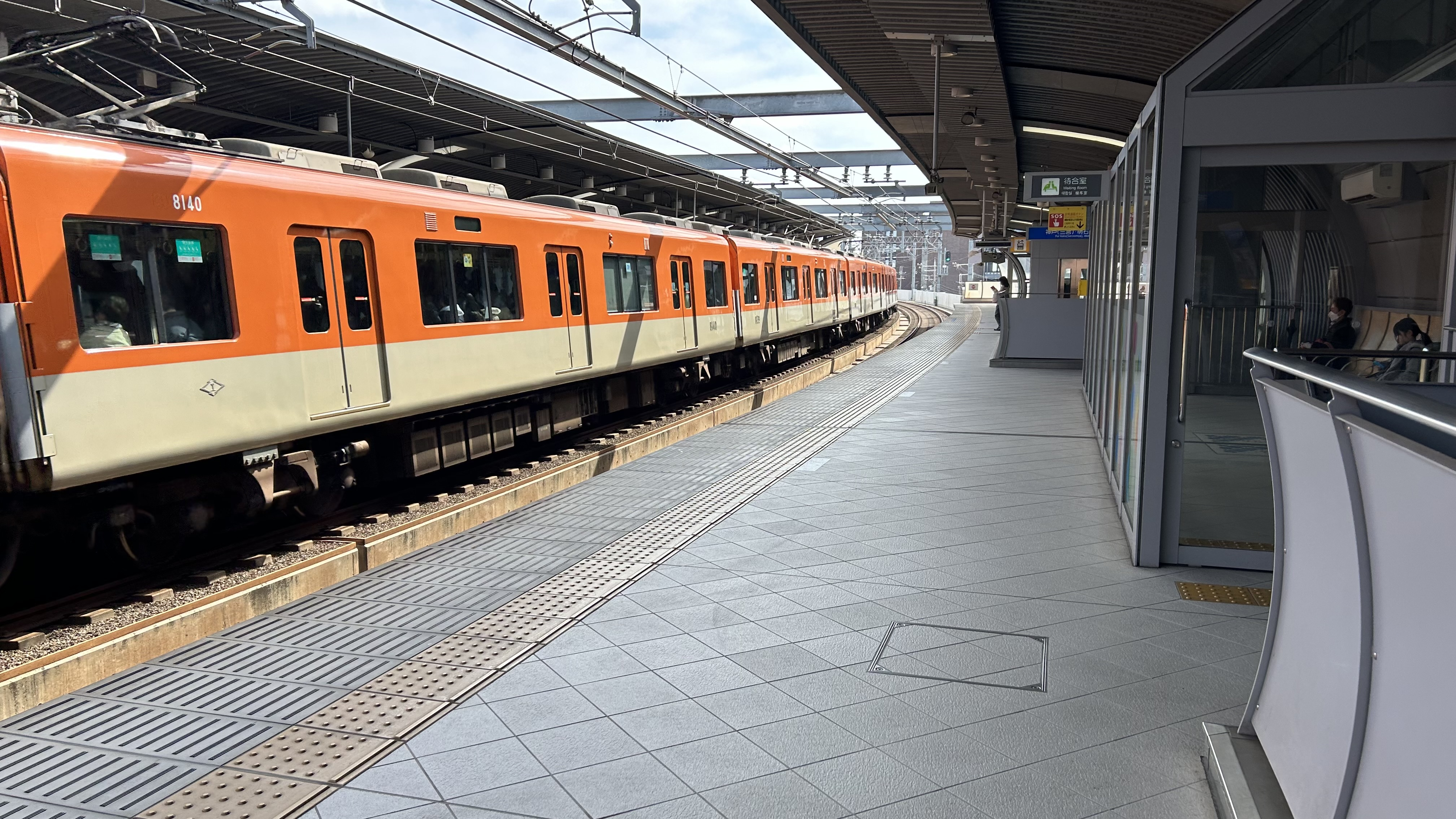
神戸方面ホーム
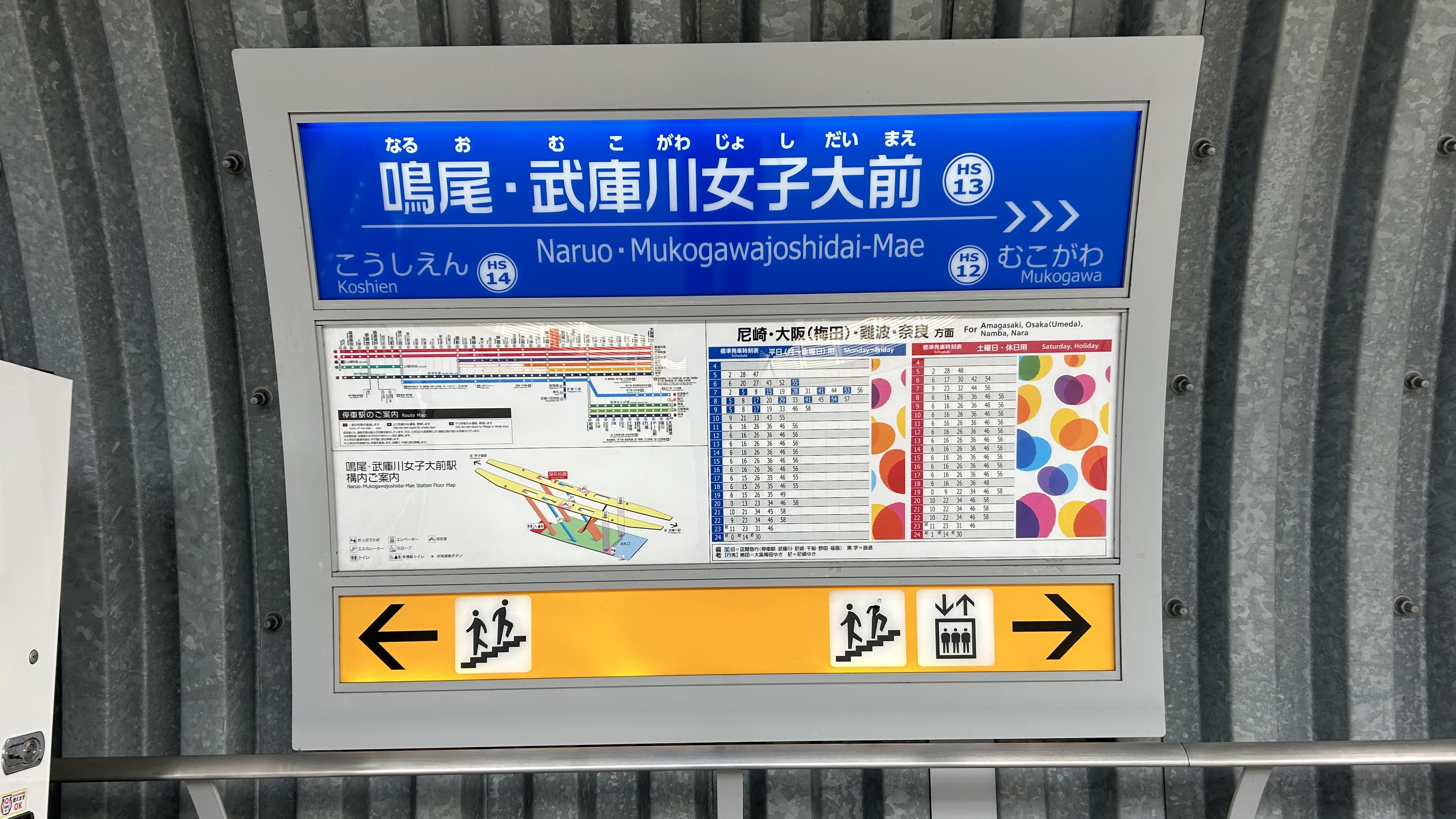
駅名標

## 利用状況
2023年11月平均の乗降人員は23,749人で、阪神本線内で急行以上の種別が停車しない駅（主に平日の朝ラッシュ時以外は普通のみ停車する駅）の中では最多である。
各年度の11月平均利用状況は下表の通り。
| 年度               | 乗車人員 | 降車人員 | 乗降人員 | 順位 | 出典       |
| ------------------ | -------- | -------- | -------- | ---- | ---------- |
| 2019年（令和元年） | 12,411   | 12,335   | 24,746   | 14位 | [ 阪神 1 ] |
| 2020年（令和02年） | 10,340   | 10,161   | 20,501   | 14位 | [ 阪神 2 ] |
| 2021年（令和03年） | 10,541   | 10,432   | 20,973   | 14位 | [ 阪神 3 ] |
| 2022年（令和04年） | 10,805   | 10,869   | 21,674   | 14位 | [ 阪神 4 ] |
| 2023年（令和05年） | 11,880   | 11,869   | 23,749   | 14位 | [ 阪神 5 ] |

### 年間乗車人員
近年の1年間の乗車人員は以下の通り。なお下表内の数値の単位は全て「千人」である。
| 年度               | 年間 乗車人員 | 出典          |
| ------------------ | ------------- | ------------- |
| 2003年（平成15年） | 4,024         | [ 西宮市 1 ]  |
| 2004年（平成16年） | 4,071         | [ 西宮市 1 ]  |
| 2005年（平成17年） | 4,091         | [ 西宮市 1 ]  |
| 2006年（平成18年） | 3,942         | [ 西宮市 1 ]  |
| 2007年（平成19年） | 3,897         | [ 西宮市 1 ]  |
| 2008年（平成20年） | 3,991         | [ 西宮市 1 ]  |
| 2009年（平成21年） | 4,230         | [ 西宮市 2 ]  |
| 2010年（平成22年） | 4,251         | [ 西宮市 3 ]  |
| 2011年（平成23年） | 4,270         | [ 西宮市 4 ]  |
| 2012年（平成24年） | 4,270         | [ 西宮市 5 ]  |
| 2013年（平成25年） | 4,297         | [ 西宮市 5 ]  |
| 2014年（平成26年） | 4,316         | [ 西宮市 5 ]  |
| 2015年（平成27年） | 4,375         | [ 西宮市 5 ]  |
| 2016年（平成28年） | 4,546         | [ 西宮市 6 ]  |
| 2017年（平成29年） | 4,624         | [ 西宮市 7 ]  |
| 2018年（平成30年） | 4,596         | [ 西宮市 8 ]  |
| 2019年（令和元年） | 4,566         | [ 西宮市 9 ]  |
| 2020年（令和02年） | 3,659         | [ 西宮市 10 ] |
| 2021年（令和03年） | 3,727         | [ 西宮市 11 ] |
| 2022年（令和04年） | 3,998         | [ 西宮市 12 ] |

## 駅周辺

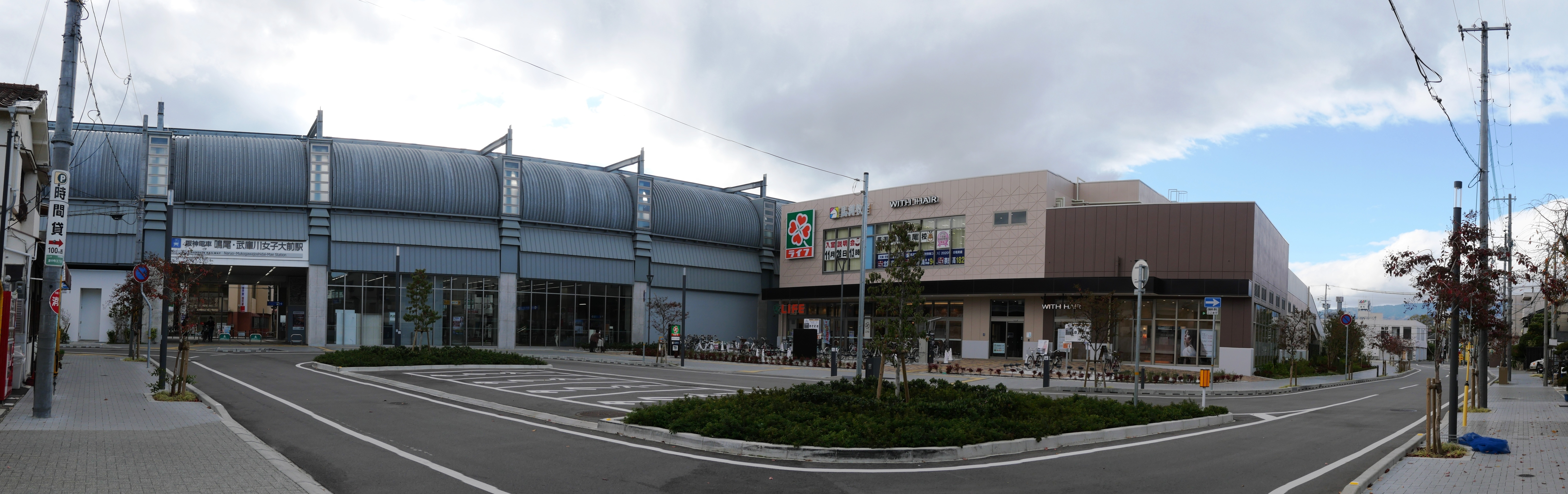
新設された駅前ロータリーと商業施設「鳴尾駅前阪神ビル」

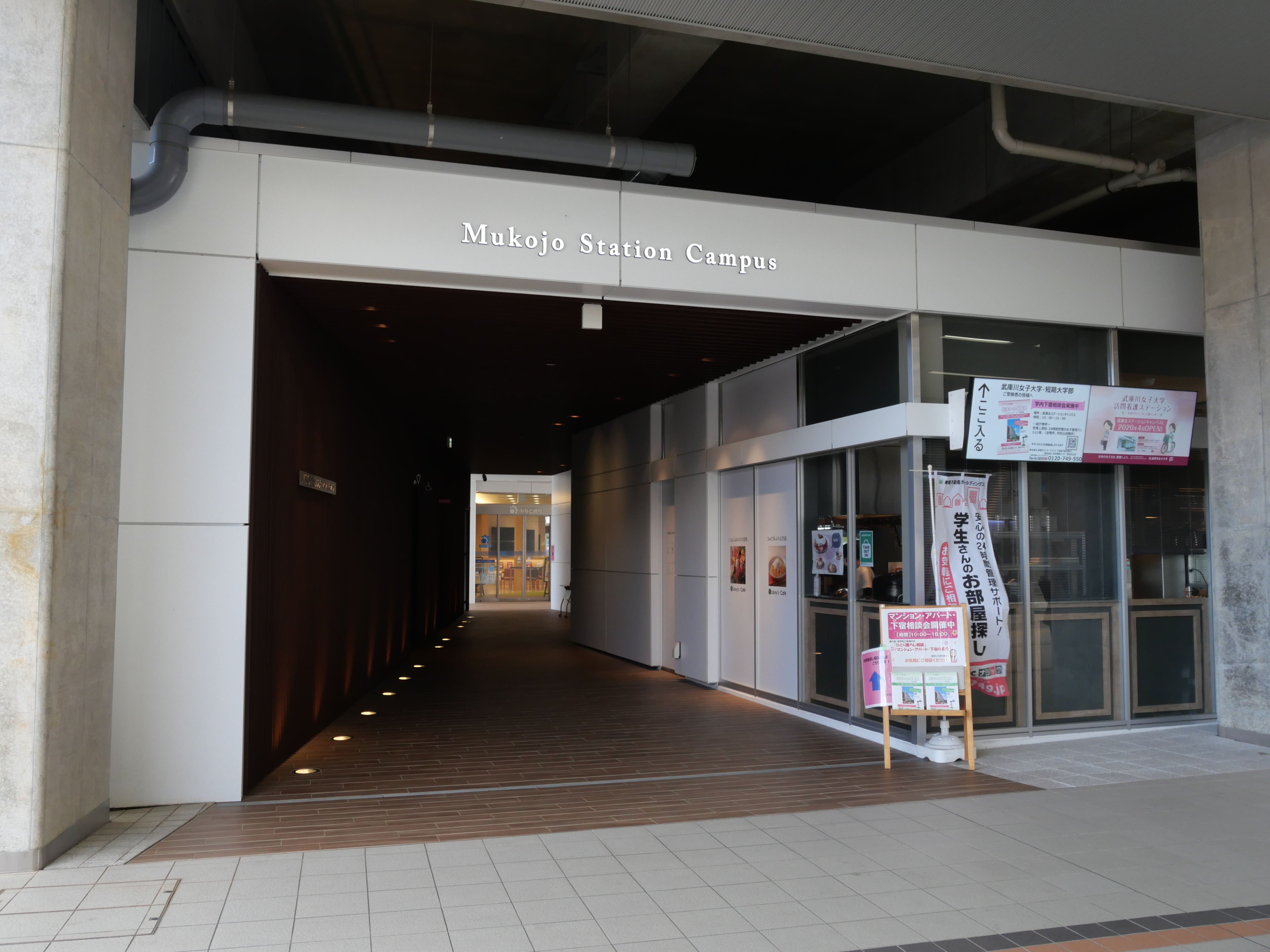
武庫女ステーションキャンパス

駅高架後の2019年10月には、改札口から東側の高架下空間約700平方メートルを大学施設の一部として整備し、オープンカレッジなどに利用できるレクチャールーム、金融機関、カフェ・レストランが入居した「武庫女ステーションキャンパス」を開設した。さらに武庫川駅方面へと続くその東側の高架下（約1,100㎡）も「武庫女ステーションキャンパス・アネックス」として、ジムやスタジオを備えた健康増進ゾーン（アネックスⅠ）、看護を中心とした講義、セミナー室などの教育ゾーン（アネックスⅡ）をそれぞれ整備した。
地上駅時代は南北ともに駅周辺の道路幅員が狭く、交通結節機能が確保されていない状況にあったため、駅高架化工事に併せて駅周辺では土地区画整理事業が行われた。駅南側では側道を拡幅して歩道を確保したほか、駐輪場を高架下に移転させ広場の再整備が行われた。また、駅北側には歩行者やタクシー、自家用車利用を対象とした駅前広場及びアクセス道路、ロータリーが整備されたほか、スーパーなどが入居した2階建ての商業施設「鳴尾駅前阪神ビル」が2020年9月にオープンした。
- 武庫川女子大学[2]
- 西宮市立西宮東高等学校
- 兵庫県立鳴尾高等学校
- 西宮市立学文中学校
- 西宮市立鳴尾中学校
- 西宮市立鳴尾小学校
- 西宮市立鳴尾北小学校
- 西宮市役所鳴尾支所
- 西宮市消防局鳴尾消防署
- 平林会館・西宮能楽堂
- 西宮鳴尾郵便局
- 明和病院
- ららぽーと甲子園

### バス路線
最寄停留所は国道43号にある阪神鳴尾駅前となる（駅前ロータリーには乗り入れない）。以下の路線が乗り入れ、阪神バスにより運行されている。
- 武庫川団地線：JR甲子園口行
- 高須東線：高須東方面 / JR甲子園口行
- 鳴尾浜線：鳴尾浜方面 / JR甲子園口行

## その他
- 坂本ですが? - 作者が鳴尾高校出身で、当駅周辺が主な舞台。テレビアニメ化を記念したスタンプラリー期間中の2016年11月から2017年3月までの間、当駅では等身大のパネルが展示されるなどした[27]。

## 隣の駅
阪神電気鉄道
本線
■直通特急・■特急・■区間特急・■快速急行・■急行
通過
■区間急行・■普通
武庫川駅 (HS 12) - （武庫川信号場） - 鳴尾・武庫川女子大前駅 (HS 13) - 甲子園駅 (HS 14)

### 記事本文

### 利用状況
1. ↑  各駅の乗降人員を調べられますか - 阪神電気鉄道
2. ↑  西宮市統計書

#### 阪神電気鉄道
1. ↑  “ハンドブック阪神2020” (PDF).   阪神電気鉄道. 2021年1月1日時点のオリジナルよりアーカイブ。2024年12月1日閲覧。
2. ↑  “ハンドブック阪神2021” (PDF).   阪神電気鉄道. 2021年9月8日時点のオリジナルよりアーカイブ。2024年12月1日閲覧。
3. ↑  “ハンドブック阪神2022” (PDF).   阪神電気鉄道. 2022年12月22日時点のオリジナルよりアーカイブ。2024年12月1日閲覧。
4. ↑  “ハンドブック阪神2023” (PDF).   阪神電気鉄道. 2023年8月30日時点のオリジナルよりアーカイブ。2024年12月1日閲覧。
5. ↑  “ハンドブック阪神2024” (PDF).   阪神電気鉄道. 2024年4月6日時点のオリジナルよりアーカイブ。2024年12月1日閲覧。

#### 西宮市統計書
1. 1 2 3 4 5 6  平成21年統計書 運輸及び通信 (PDF)
2. ↑  平成22年統計書 運輸及び通信 (PDF)
3. ↑  平成23年統計書 運輸及び通信 (PDF)
4. ↑  【H24統計書】運輸及び通信 (PDF)
5. 1 2 3 4  【平成28年統計書】4運輸・通信 (PDF)
6. ↑  【平成29年統計書】4運輸・通信 (PDF)
7. ↑  【平成30年統計書】4運輸・通信 (PDF)
8. ↑  【令和元年統計書】4運輸・通信 (PDF)
9. ↑  【令和2年統計書】4運輸・通信 (PDF)
10. ↑  【令和3年統計書】4運輸・通信 (PDF)
11. ↑  【令和4年統計書】4運輸・通信 (PDF)
12. ↑  【令和5年統計書】4運輸・通信 (PDF)